# Erro de localização do alvo erótico
Erro de localização do alvo erótico (ETLE) é uma dimensão hipotetizada para parafilias, definida por ter uma preferência sexual ou forte interesse sexual em características que estão em algum lugar que não seja o corpo de seus parceiros sexuais. Quando a excitação sexual de alguém se baseia em imaginar a si mesmo em outra forma física (como um animal, um bebê ou um amputado), diz-se que o alvo erótico é o próprio indivíduo, ou inversão de identidade do alvo erótico (ETII).
Os termos "erro de localização do alvo erótico" e "inversão de identidade do alvo erótico" foram usados pela primeira vez em 1993 pelo sexólogo Ray Blanchard.

## Tipos propostos
A sexóloga Anne Lawrence descreve como exemplos de inversões de identidade do alvo erótico homens ou mulheres trans que experimentam excitação sexual em resposta a imaginar-se como mulheres (autoginefilia), bem como pelo menos um caso de anatomia de autoandrofilia anatômica.
Blanchard escreve que, enquanto ginefilia refere-se à preferência sexual por mulheres, a autoginefilia refere-se ao interesse sexual de um homem em ser mulher. Ele afirma que a autoginefilia pode estar associada à disforia de gênero e ao transtorno de identidade de gênero, descontentamento com o próprio sexo e desejo de se submeter a cirurgia de redesignação sexual e assumir permanentemente um papel e uma vida do outro sexo. Um homem cuja excitação sexual se baseia em adotar temporariamente a aparência ou o papel de uma mulher é classificado como fetichismo travestista.
Outros interesses sexuais também existem em formas de ETLE:
Enquanto acrotomofilia refere-se à preferência sexual por amputados, apotemnophilia refere-se à excitação sexual em associação com ter uma amputação, embora ambos possam ocorrer simultaneamente. A apotemnophilia pode estar associada à forte crença ou desejo de que o corpo externo esteja desalinhado com a verdadeira natureza da pessoa, um fenômeno chamado transtorno de identidade de integridade corporal e o desejo de se submeter a cirurgia para remoção de um membro. Pessoas que adotam temporariamente o papel ou identidade de um amputado foram chamadas de fingidores de deficiência.
Enquanto zoofilia refere-se à preferência sexual por animais, autozoofilia refere-se à excitação sexual em associação com ser um animal.
A atração sexual por animais de pelúcia é denominada plushofilia. Anne Lawrence propôs os termos autoplushofilia para a atração sexual de ser ou modificar o corpo para ter características de pelúcia, e fursuitismo para excitação sexual ao usar um Fursuit para temporariamente assemelhar-se a um animal antropomórfico.
Enquanto pedofilia refere-se à preferência sexual por crianças, infantilismo parafílico refere-se ao interesse sexual em ser uma criança.
Lawrence e outros sugeriram paralelos entre o transtorno de identidade de gênero e a apotemnophilia, assim como entre o transtorno de identidade de espécie.

## Crítica
Em uma carta ao editor do The Journal of Sex Research em 2009, o médico e ativista de San Francisco Charles Allen Moser criticou a defesa de Lawrence do conceito de ETLEs. Ele observou que "não há nada de errado em criar ou expandir um sistema de classificação de interesses sexuais", mas acreditava que Lawrence "patologiza" a expressão sexual não padronizada e que "os ETLEs são uma ladeira escorregadia", enquanto a visão de Moser é que todos os fenômenos sexuais deveriam ser removidos do Manual diagnóstico e estatístico de transtornos mentais (DSM).